# MTV Europe Music Awards/Best Artist
Der MTV Europe Music Award for Best Artist wurde erstmals 2007 unter dem Titel Best Solo Act vergeben. Bei den MTV Europe Music Awards 2008 wurde die Kategorie aufgeteilt in Best Act of 2008 und Best Act Ever. Anschließend wurde die Kategorie von 2009 bis 2016 nicht mehr vergeben. Zurück kam sie 2017 unter ihrem heutigen Namen.
Der kanadische Singer-Songwriter Shawn Mendes gewann den Award 2017 und 2019. Am häufigsten nominiert war Ariana Grande, die den Award jedoch nicht gewann.

## Nominierte und Gewinner

### Best Solo Act
| Jahr               | Künstler | EN |
| ------------------ | -------- | -- |
| 2007               |          |    |
| Avril Lavigne      | [ 1 ]    |    |
| Christina Aguilera | [ 1 ]    |    |
| Justin Timberlake  | [ 1 ]    |    |
| Mika               | [ 1 ]    |    |
| Nelly Furtado      | [ 1 ]    |    |
| Rihanna            | [ 1 ]    |    |

### Best Act of 2008
| Jahr           | Künstler | EN |
| -------------- | -------- | -- |
| 2008           |          |    |
| Britney Spears | [ 2 ]    |    |
| Amy Winehouse  | [ 2 ]    |    |
| Coldplay       | [ 2 ]    |    |
| Leona Lewis    | [ 2 ]    |    |
| Rihanna        | [ 2 ]    |    |

### Best Act Ever
Als bester Künstler wurde überraschend Rick Astley ausgezeichnet, der 1987 die Hitsingle Never Gonna Give You Up veröffentlichte, deren Video unter dem Namen Rickrolling häufig als Internet-Hoax Verwendung fand. Er fand sich tatsächlich ursprünglich nicht in der Nominierungsliste, doch die Fans konnten ihn über den Online-Poll nominieren und wählten ihn so häufig, dass  MTV ihn tatsächlich aufnahm. Letztlich beteiligten sich 20 Millionen Menschen an dem Online-Poll und votierten in überwältigender Mehrheit für den  britischen Künstler. So wurde auch MTV ein Opfer des Rickrollings.
| Jahr               | Künstler | EN |
| ------------------ | -------- | -- |
| 2008               |          |    |
| Rick Astley        | [ 2 ]    |    |
| Britney Spears     | [ 2 ]    |    |
| Christina Aguilera | [ 2 ]    |    |
| Green Day          | [ 2 ]    |    |
| Tokio Hotel        | [ 2 ]    |    |
| U2                 | [ 2 ]    |    |

### Best Artist
| Jahr           | Künstler | EN |
| -------------- | -------- | -- |
| 2017           |          |    |
| Shawn Mendes   | [ 4 ]    |    |
| Ariana Grande  | [ 4 ]    |    |
| Ed Sheeran     | [ 4 ]    |    |
| Kendrick Lamar | [ 4 ]    |    |
| Miley Cyrus    | [ 4 ]    |    |
| Taylor Swift   | [ 4 ]    |    |
| 2018           | [ 4 ]    |    |
| Camila Cabello | [ 5 ]    |    |
| Ariana Grande  | [ 5 ]    |    |
| Drake          | [ 5 ]    |    |
| Dua Lipa       | [ 5 ]    |    |
| Post Malone    | [ 5 ]    |    |
| 2019           | [ 5 ]    |    |
| Shawn Mendes   | [ 6 ]    |    |
| Ariana Grande  | [ 6 ]    |    |
| J Balvin       | [ 6 ]    |    |
| Miley Cyrus    | [ 6 ]    |    |
| Taylor Swift   | [ 6 ]    |    |
| 2020           | [ 6 ]    |    |
| Lady Gaga      |          |    |
| Dua Lipa       |          |    |
| Harry Styles   |          |    |
| Justin Bieber  |          |    |
| Miley Cyrus    |          |    |
| The Weeknd     |          |    |
| 2021           |          |    |
| Ed Sheeran     |          |    |
| Doja Cat       |          |    |
| Justin Bieber  |          |    |
| Lady Gaga      |          |    |
| Lil Nas X      |          |    |
| The Weeknd     |          |    |
| 2022           |          |    |
| Taylor Swift   |          |    |
| Adele          |          |    |
| Beyoncé        |          |    |
| Harry Styles   |          |    |
| Nicki Minaj    |          |    |
| Rosaliá        |          |    |